# Hubert Berenbrinker
Hubert Berenbrinker (Verl, 7 de junho de 1950) é bispo auxiliar na arquidiocese de Paderborn .

## Vida
Hubert Berenbrinker freqüentou o Clemens-Hofbauer-Kolleg em Bad Driburg e em 1970 ele se formou no ensino médio. Ele então estudou teologia e filosofia na Faculdade de Teologia de Paderborn e na Leopold-Franzens-University Innsbruck . Em 11 de junho de 1977 Berenbrinker recebido pelo Arcebispo Johannes Joachim Degenhardt o sacerdócio .
De 1977 a 1981, Hubert Berenbrinker foi vigário em Hagen e de 1981 a 1983 em Löhne . Ao mesmo tempo, ele era de 1981 a 1983 , o conselheiro juvenil de Dean no decanato de Herford . De 1983 a 1989, Berenbrinker foi vigário em Bünde-Holsen e, a partir de 1988, também em Kirchlengern . De 1989 a 2004, Hubert Berenbrinker foi pastor de São Pedro e Paulo em Siegen e de 1994 a 1998 decano do decano Siegen. Trabalhou de 1998 a 2004 como Dean Regional da antiga região pastoral Siegerland-Südsauerland e de 2001 a 2004 como chefe do PastoralverbundSiegen-Sul. Em 2001, Berenbrinker tornou-se capitão do capítulo não-residente do capítulo da catedral de Paderborn ; Em outubro de 2004, foi nomeado chefe do Departamento Central de Pessoal Pastoral no Vicariato Arzobispado de Paderborn. Desde dezembro de 2004, ele é canon residente . Em 14 fevereiro de 2005 nomeou-o Papa João Paulo II. Para a honra Pontifícia Kaplan .
Em 19 de abril de 2008, o Papa Bento XVI o nomeou . o bispo titular de Panatoria e ordenou-lhe bispo auxiliar de Paderborn. A consagração episcopal o doou em 15 de junho de 2008, o arcebispo Paderborn, Hans-Josef Becker, na Catedral de Paderborn ; Co-consecadores foram os bispos auxiliares Paderborn Manfred Grothe e Matthias König . Como lema , Berenbrinker escolheu as palavras Omne quod spirat, laudet dominum, Alleluja ("Tudo o que respira, louve o Senhor, Aleluia!"), Que são tirados do Livro dos Salmos ( Ps150,6  UE ).
Sua primeira missa pontifícia ele comemorou em 7 de julho de 2008 em sua cidade natal de Verl, no contexto do 175º aniversário do St. Hubertus Shooting Guild na igreja Verler St. Anna .
Na Conferência Episcopal Alemã, ele pertence à Comissão Ecumênica e à Comissão de Educação e Escola .

## Links da Web
- Cheney, David M. «bishop» (em inglês). Catholic-Hierarchy.org
- Hubert Berenbrinker auf der Website des Erzbistums Paderborn